# 불교 용어 목록 (ㅈ)

바로가기:
ㄱ
경
구
ㄴ
ㄷ
ㄹ
ㅁ
명
무
묵
ㅂ
불
ㅅ
삼
삽
선
소
수
시
심
ㅇ
오
온
유
육
이
ㅈ 

정
지
ㅊ
ㅋ
ㅌ
ㅍ
ㅎ

## 자구
자구(自具)는 자기 자신이 있을 수 있게 원인 또는 자기 자신이 자랄 수 있게 자량(資糧: 자재와 식량)이라는 뜻으로, 예를 들어, '번뇌의 자구(自具)'는 번뇌 자신이 있게 하는 원인 또는 번뇌 자신이 자랄 수 있게 하는 자량(資糧: 자재와 식량)을 말한다. '번뇌의 자구(自具)'는 비리작의(非理作意) 즉 참답지 못한 사유이다.

## 자내아
자내아(自內我)는 문자 그대로는 '자신 내부의 자아(自內之我)' 또는 '자신 내면의 자아(自內之我)'이며, 자신 내부에 존재하는 영원한 자아 또는 나[我]를 뜻한다.
자내아(自內我)는 특히 유식학에서 사용되는 용어로, 제7말나식이 항상 끊임없이 폭류처럼 왕성하게 활동하고 있는 제8아뢰야식의 행상(行相: 인식작용) 즉 견분(見分)을 보고 자신 내부에 존재하는 상일주재(常一主宰)하는 나[我] 즉 영원하고[常] 변함없이[一] 늘 존재하면서 모든 것을 다스리는[宰] 실체[主], 곧 변하지 않고[一] 소멸하지 않는[常] 자아(自我, ātman, 아트만), 즉 실아(實我: 실재하는 나, 실제의 나)라고 오인(誤認)하여 집착할 때, 그 가상의 집착된 나[我]를 가리키는 낱말로 사용된다.
유식학에 따르면, 말나식의 이러한 아집(我執) 즉 번뇌장(煩惱障)은 뢰야3위 가운데 제일 첫째 단계인 아애집장현행위(我愛執藏現行位)를 벗어날 때 비로소 사라지는데, 이 단계는 보살 10지 가운데 제8지의 부동지 보살의 단계이며, 성문의 4향4과에서는 아라한의 단계이다. 달리 말하면, 제7지의 출심(出心)의 단계에서 또는 불환과의 출심(出心)의 단계에서 아집 즉 번뇌장이 끊어지며, 이 상태는 욕계의 모든 번뇌를 벗어난 상태이다.

## 자단
자단(子斷) 또는 종자를 끊는 것은 《북본열반경(北本涅槃經)》 제29권에 나오는 자단(子斷) · 과단(果斷)의 2종해탈(二種解脫) 가운데 하나이다. 자단(子斷)의 문자 그대로의 뜻은 '종자를 끊음'으로, 생사윤회를 일으키는 종자 즉 원인로서의 번뇌가 모두 끊어져서 번뇌에 의한 속박이 사라진 상태를 말한다. 과단(果斷)의 문자 그대로의 뜻은 '과보를 끊음'으로, 자단(子斷)이 이미 성취되었을 뿐만 아니라 과거의 업에 의해 현재 받고 있는 고과(苦果: 괴로운 과보)의 속박도 끊고 떠난 상태를 말한다.
자단(子斷)은 유여열반(有餘涅槃)에, 과단(果斷)은 무여열반(無餘涅槃)에 해당한다.
부파불교에서는 열반에 유여열반(有餘涅槃)과 무여열반(無餘涅槃)의 2가지 구분이 있다고 보는데 이를 2종열반(二種涅槃)이라 한다. 이에 비해 대승불교의
유식유가행파에서는 열반에 본래자성청정열반(本來自性清淨涅槃) · 유여의열반(有餘依涅槃) · 무여의열반(無餘依涅槃) · 무주처열반(無住處涅槃)의 4가지 구분이 있다고 보아 이를 4종열반(四種涅槃)이라고 한다. 4종열반 중 유여의열반은 부파불교의 유여열반에, 무여의열반은 무여열반에 해당한다.
한편, 유식유가행파에서는 열반(涅槃) 또는 해탈(解脫)과 보리(菩提)를 서로 다른 경지로 구분하는데, 번뇌장(煩惱障) 즉 아집(我執)을 끊은 상태인 열반 또는 해탈이 자단(子斷)과 과단(果斷)으로 나뉜다고 본다. 즉 4종열반 중 유여열반과 무여열반의 2가지 열반으로 나뉜다고 본다. 그리고, 소지장(所知障) 즉 법집(法執)을 끊은 상태인 보리 즉 아뇩다라삼먁삼보리(阿耨多羅三藐三菩提)를 이보다 더 뛰어난 성불의 경지인 무주처열반인 것으로 보는데 보리를 자단(子斷) · 과단(果斷)과 구분하여 별도로 과지(果智)라고 한다.

## 자량
자량(資糧, 산스크리트어: saṃbhāra, 팔리어: saṃbhāra)은 자재와 식량을 뜻한다. 즉, 불교 수행의 기본이 되는 선근과 공덕을 말한다.
산스크리트어 삼바라(saṃbhāra)는 필수품(necessaries), 자재(materials), 모음(bringing together , collecting), 준비(preparation)의 뜻으로, 먼길을 떠나기 전에 자재와 양식을 모으고 준비하듯이 불도(佛道) 즉 완전한 깨달음에 이르는 길을 걸어가기 위해 모으고 준비하는 필수품 즉 필수적인 자재와 양식으로서의 선근과 공덕을 뜻한다.
대승불교, 특히 유식유가행파에서는 수행 계위로
자량위(資糧位) · 가행위(加行位) · 통달위(通達位) · 수습위(修習位) · 구경위(究竟位)의 5위(五位)를 세우는데, 이들 중 첫 번째의 자량위는 불도(佛道)에 나아갈 양식을 저축하는 자리[位]라는 뜻이다. 즉 열반과 보리에 이르기 위해서 여러 가지 선근과 공덕이라는 자재와 양식을 모으는 단계를 뜻한다.

## 자리이타
자리이타(自利利他)는 자신을 이롭게 한다는 자리(自利, 산스크리트어: svārtha, 팔리어: attattha)와 남을 이롭게 한다는 이타(利他, 산스크리트어: parārtha, 팔리어: parattha)를 합한 낱말로 자기도 이롭고 남도 이롭게 한다는 뜻이다. 이익자타(利益自他) 즉 자신과 남을 이롭게 함이라고도 한다. 자리는 기리(己利)라고도 한다.
자리이타 또는 이익자타의 반대는 손해자타(損害自他) 즉 자신과 남에게 손해를 입힘이다. 손해(損害)는 '좋지 않은 상태' 또는 '좋지 않은 상태가 되게 하는 것'을 뜻한다.
자리이타는 대승불교에서 부파불교의 이상적인 인간상인 아라한(阿羅漢)이 실천하는 길이 자기 혼자만의 열반을 추구하는 길 즉 자리(自利)만의 길이라고 하여  '소승(小乘)'이라고 비판하면서 대승불교에서 이상적인 인간상으로 보는 보살이 실천하는 길이라고 하여 특히 부각시킨 명제로, '깨달음을 구하면서 중생을 제도하는 것'을 의미한다.
대승불교에서는 자리(自利)와 이타(利他)를 완전하고 원만하게 수행한 이를 부처라고 한다. 즉 보살이 자리이타의 길을 걸음으로써 성불하게 된다고 본다. 이는 부파불교에서 자신들이 목표로 하는 이상적인 인간상인 아라한이 비록 인간으로서는 완전에 가깝지만 그럼에도 불구하고 고타마 붓다 등의 부처와는 엄격한 거리가 있는 것으로 보았던 것과는 대비된다.
대승불교의 유식유가행파의 주요 논서들 가운데 하나인 《현양성교론》에서 무착은 신(信) · 참(慚) · 괴(愧) · 무탐(無貪) · 무진(無瞋) · 무치(無癡) · 정진(精進) · 경안(輕安) · 불방일(不放逸) · 사(捨) · 불해(不害)의 11가지 선심소의 공통된 본질적 성질[共相]들 중 하나로 이익자타(利益自他) 즉 자신과 남을 이롭게 함을 들고 있다. 그리고 탐(貪) · 진(瞋) · 만(慢) · 무명(無明) · 견(見) · 의(疑)의 6가지 번뇌심소와 분(忿) · 한(恨) · 부(覆) · 뇌(惱) · 질(嫉) · 간(慳) · 광(誑) · 첨(諂) · 교(憍) · 해(害) · 무참(無慚) · 무괴(無愧) · 혼침(惛沈) · 도거(掉舉) · 불신(不信) · 해태(懈怠) · 방일(放逸) · 실념(失念) · 심란(心亂) · 부정지(不正知)의 20가지 수번뇌심소의 공통된 본질적 성질[共相]들 중 하나로 손해자타(損害自他) 즉 자신과 남에게 손해를 입힘을 들고 있다.

## 자상
자상(自相)은 자성(自性)의 다른 말이다.

## 자성
자성(自性, 산스크리트어: svabhāva, sva-laksana, svalakṣaṇa, 팔리어: sabhāva, 영어: intrinsic nature, essential nature, essence)은 다른 어떤 것과도 관계하지 않는 자기만의 특성이다. 즉, 어떤 법(法)의 본질적 성질을 그 법(法)의 자성이라고 한다. 어떤 법(法)의 자성은 해당 법을 다른 법과 구별되게 하는 결정적 요소이다. 부파불교의 설일체유부와 대승불교의 유식유가행파와 법상종에서는 흔히 자상(自相)이라고도 한다. (반대말: 공상(共相))
예를 들어, 가을의 산이 빨갛고 불이 빨갛고 옷이 빨갛다고 할 때의 공통의 빨강을 가리켜 공상(共相)이라고 하고, 파랑 혹은 노랑 등과 구별되는 빨강 그 자체를 가리켜 자상(自相) 또는 자성(自性)이라고 한다.

## 자성분별
자성분별(自性分別, 산스크리트어: svabhāva-vikalpa)은 자성분별(自性分別) · 수념분별(隨念分別) · 계탁분별(計度分別)의 3분별(三分別) 가운데 하나이다. 임운분별(任運分別) 또는 자성사유(自性思惟)라고도 한다.
자성분별은 인식대상의 자성(自性: 본질적 성질)을 분별(지각)한다는 뜻으로, 예를 들어  빨간색의 경우 빨간색 그 자체 또는 노란색의 경우 노란색 그 자체를 지각하는 것을 말한다. 특히 인식대상의 자성(自性: 본질적 성질)을 곧바로 지각하는 것 즉 기억이나 비교 또는 추측의 개입 없이 직관적으로 지각하는 것을 말하는데, 이러한 직관적 지각을 바탕으로 이루어지는 약간의 비교와 추측 등의 사고작용(思考作用)이 자성분별에 포함되는 것으로 보기도 한다. 이런 면에서는 자성분별은 단순한 사고작용을 의미한다.
자성분별은 심(尋)과 사(伺)의 마음작용을 본질로 하는 감성적 인식(感性的認識)으로, 안식(眼識) · 이식(耳識) · 비식(鼻識) · 설식(舌識) · 신식(身識)의 5식(五識)의 본질적 성질, 능력 또는 작용이다.
여기서, 심(尋)의 마음작용은 거친 살펴봄의 마음작용 즉 개괄적으로 사유하는 마음작용으로 이 작용을 전통적인 용어로는 심구(尋求: 찾고 탐구함)라고 한다. 그리고 사(伺)의 마음작용은  정밀한 살펴봄의 마음작용 즉 세밀하게 고찰하는 마음작용으로 이 작용을 전통적인 용어로는 사찰(伺察: 정밀하게 살펴봄)이라 한다. 주의할 점은, 여기서 말하는 '사유' 또는 '고찰'은 감성적 인식 즉 직관적 지각으로서의 사유 또는 고찰을 의미하는 것이지 분류 · 비교 · 추론 등에 바탕한 오성적 인식이나 기억에 바탕한 재인식으로서의 사유 또는 고찰을 의미하는 것이 아니다.

## 자성사유
자성사유(自性思惟)는 자성분별(自性分別)의 다른 말이다.

## 자성선
자성선(自性善)은 4선(四善) 중의 하나로, 본질상 선인 것을 말한다. 참(慚)과 괴(愧) 그리고 선근(善根)이 자성선이다. 선근(善根)은 무탐(無貪) · 무진(無瞋) · 무치(無癡)의 3가지 선을 말하므로, 자성선은 참(慚) · 괴(愧) · 무탐(無貪) · 무진(無瞋) · 무치(無癡)의 5가지의 선을 말한다.

## 자재
1. 자재(自在) 또는 자재력(自在力)은  뜻한 바대로 할 수 있는 힘 또는 역량을 가진 것 또는 그러한 힘 또는 역량을 말한다. 즉, 의지(意志)하기만 하면 원하는 것을 그대로 성취할 수 있는 자유로운 상태를 말한다.
예를 들어, 유식유가행파의 수행론에 따르면, 보살 즉 대승불교의 수행자가 10지의 각각에 들어가면서 끊는 번뇌들인 10중장(十重障) 가운데 마지막의 어제법중미득자재장(於諸法中未得自在障)은 수행자가 제10지에 들어가면서 끊는 번뇌인데. 구생기 소지장의 일부로서 일체법[諸法]에 대해 자유로운 상태[自在]가 되는 것을 '가로막는 번뇌[障]'이다. 하지만, 제10지에 들어가면서 이 번뇌[障]가 끊어져서 일체법에 대해 자유로운 상태가 되었음에도 불구하고 아주 미세한 번뇌장 · 소지장의 종자가 남아있는데, 수행자는 제10지에서 최후의 선정인 금강유정(金剛喩定)을 일으켜 이 아주 미세한 마지막 남은 번뇌 종자를 일시에 끊고 불위(佛位) 즉 여래지(如來地)에 들어가게 된다.
2. 자재(自在)는 대자재천(大自在天) 또는 자재천(自在天)의 줄임말이며, 대자재천 또는 자재천은 힌두교의 시바신을 가리키는 말이다.

## 자증상
자증상(自增上)은 자신을 존중하는 것, 자신을 귀하게 여기는 것, 자신에게 존엄성이 있다고 여기는 것에서 생겨나는 향상력[增上]을 말한다. 자증상(自增上)은 자신의 잘못(허물과 악행)에 대해 스스로를 반성하는 참(慚)의 마음작용의 근거가 된다. 한편, 자증상(自增上)과 법증상(法增上)을 합하여 자법력(自法力: 자신과 법의 힘)이라고 한다.

## 작은 생각
작은 생각은 소상(小想)의 다른 말이다.

## 작사지
작사지(作事智)는 성소작지(成所作智)의 다른 말이다.

## 작의
작의(作意, 산스크리트어: manasikara, 팔리어: manasikara, 영어: attention, ego-centric demanding)는 설일체유부의 5위 75법에서 심소법(心所法: 46가지) 중 대지법(大地法: 10가지) 가운데 하나이며, 유식유가행파와 법상종의 5위 100법에서 심소법(心所法: 51가지) 중 변행심소(遍行心所: 5가지) 가운데 하나이다.
작의(作意)는 마음(6식 또는 8식, 즉 심왕, 즉 심법)으로 하여금 경각(警覺: 정신을 가다듬어 경계함, 정신을 차리고 주의 깊게 살피어 경계함)하게 하여서 인식대상[所緣境]에 주의(注意: 관심을 집중하여 기울임)하게 하는 마음작용이다.

## 작자
작자(作者)는 행위자(行爲者)의 다른 말이다.

## 잔투
잔투(산스크리트어: jantu, 팔리어: jantu, 영어: man, person, creature, living being)는 사람 또는 유정(有情)을 뜻한다. 전통적인 한역(漢譯) 용어로는 생자(生者) 또는 능생자(能生者)라고 하며 음역하여 선두(禪頭)라고도 한다.

## 잡란
잡란(雜亂, 산스크리트어: kula-vacana)은 말이 뒤엉키고 혼란스러운 것을 말한다.

## 잡염
잡염(雜染)은 번뇌를 말하며, 또한 번뇌에 물들어 마음(6식 또는 8식, 즉 심왕, 즉 심법)이 오염되는 것을 뜻하기도 한다.
구체적으로 정의하자면, 잡염은 설일체유부의 5위 75법의 법체계와 유가유식행파와 법상종의 5위 100법의 법체계에서 번뇌로 분류되는 마음작용들을 말한다.

## 잡예어
잡예어(雜穢語)는 기어(綺語: 진실이 없는 교묘히 꾸민 말)의 다른 말이다.

## 장
1. 장(長, 산스크리트어: dīrgha)은 길다는 것으로 눈(안근)으로 보고 몸(신근)으로 감촉하여 인식하는 형색(形色) 가운데 하나이다.
2. 장(障)은 추(麤) · 고(苦) · 장(障) · 정(靜) · 묘(妙) · 리(離)의 6행관(六行觀) 가운데 하나로 하지(下地)에 대해 장(障)이라고 관하는 것을 말한다. 장(障)은 비출리(非出離) 즉 출리(出離)가 아니라는 것을 뜻하며, 또한 하지(下地)의 온갖 유루법(有漏法)이 능히 마치 감옥의 두터운 벽처럼 자지(自地)를 벗어나는 것을 능히 장애한다는 것을 뜻한다.

## 장엄
장엄(莊嚴,
산스크리트어: vyūha,
alaṃkāra,
팔리어: byūha,
vyūha,
alaṃkāra)은
다음을 뜻한다.
1. 아름답고 훌륭하게 건설, 건립, 배열 또는 배치하는 것을 뜻한다.[95]
2. 정토(浄土)가 장식엄정(裝飾嚴浄)한 것을 말한다. 즉 정토는 아름답고 훌륭하게 건설된 곳으로 엄숙하고 위엄이 있으며 청정한 곳임을 뜻한다.[96]
3. 쌓은 공덕, 즉 선업이 그 몸을 장식하는 것을 말한다. 특히, 보살행을 실천하는 보살의 신체가 그가 쌓은 공덕으로 장식되는 것을 말한다.[96]
4. 악한 업을 몸에 쌓아 모으는 것을 장엄이라고 하기도 한다. 예를 들어, 《관무량수경》에 나오는 "모든 악업으로써 스스로 장엄한다"라는 표현의 경우 이러한 부정적인 의미이다.[97]
5. 아름다움과 훌륭함과 엄숙과 위엄을 나타내기 위해 장식(裝飾)하는 것을 말한다.[95]
6. 불상이나 불전, 사찰의 가람전체, 건축세부, 각종의 장엄구(具) 등을 채색과 문양 등으로 장식하고 미화하는 것을 말한다.[96]
7. 대승(大乘)의 이념을 실천하는 것과 대승사상을 이론적으로 정리하고 정리된 사상을 충실히 실천하는 것을 말한다.[98] 예를 들어, 무착의 《대승장엄경론(大乘莊嚴經論)》과 마명의 《대승장엄론(大乘莊嚴論)》의 제목에서의 '장엄'은 이러한 뜻이다. 논서를 지어 대승의 사상을 이론적으로 정리하여 밝히고 선양하는 것을 논의 장엄(論莊嚴)이라 한다. 《유가사지론》 제15권에 따르면, 논의 장엄이 성취되기 위해서는 선자타종(善自他宗) · 언구원만(言具圓滿) · 무외(無畏) · 돈숙(敦肅) · 응공(應供)의 5가지 요소가 갖추어져야 한다.[99][100]

## 장자
장자(長者, 산스크리트어: śreṣṭhin, gṛha-pati)는 음역하여 실례슬타(室隷瑟姹) 또는 의력하발저(疑叻賀鉢底)라고도 하며 다음을 뜻한다.
1. 덕이 있는 사람
2. 나이가 많은 사람
3. 부유한 사람
4. 신분이 높은 사람

## 적정
적정(寂靜)의 문자 그대로의 뜻은 '고요함'인데 불교에서는 다음과 같은 뜻이 있다.
1. 적정(寂靜)은 마음(6식 또는 8식, 즉 심왕, 즉 심법)에 번뇌가 없고, 몸에 괴로움이 없는 편안한 상태를 말한다.[103]
2. 적정(寂靜)은 모든 번뇌를 남김없이 소멸하여 평온하게 된 열반(涅槃) 또는 해탈(解脫)의 상태를 말한다.[104][105] 이를 열반적정(涅槃寂靜)이라고도 한다.
3. 적정(寂靜)은 마음을 한곳에 집중하여 산란을 멈추고 평온하게 된 상태를 말한다.[103]
4. 적정(寂靜)은 행사(行捨), 즉 사(捨)의 마음작용이 일으키는 결과물로서의 '마음(6식 또는 8식, 즉 심왕, 즉 심법)의 고요함'을 말한다. 다른 말로는, 정주(靜住: 고요히 머무는 것)라고도 한다. 《대승아비달마집론》, 《대승아비달마잡집론》, 《대승오온론》, 《성유식론》에 따르면, 적정(寂靜)에는 평등(平等) · 정직(正直) · 무공용주(無功用住)의 3단계가 있다.[106][107][108][109][110]

## 전
1. 전(纏)은 속박의 뜻으로 번뇌와 동의어이다. 하지만, 8전(八纏) 또는 10전(十纏)과 같이 수번뇌를 가리킬 때 주로 사용된다.
2. 전(箭)의 문자 그대로의 뜻은 '화살'로, 번뇌와 동의어이다.
3. 전(專)은 전주(專注) · 전념(專念) 또는 전일(專一)을 말한다.

## 전(纏)
전(纏, 산스크리트어: paryavasthāna)은 몸과 마음을 얽어매어 자유롭지 못하게 하는 것을 말한다. 번뇌와 같은 말이다. 전은 번뇌와 동의어이지만 특히 수번뇌(隨煩惱)를 가리킬 때 사용되며 통상적으로 8전(八纏) 또는 10전(十纏)을 의미한다.

## 전(箭)
전(箭)은 번뇌의 다른 이름으로, 번뇌의 본질적 성질이 고요하지 않음이며, 또한 이러한 성질의 번뇌가 멀리서 유정을 따라온다는 것을 뜻한다.

## 전(專)
전(專)은 전주(專注) · 전념(專念) 또는 전일(專一)을 말한다. 전주 · 전념 · 전일은 모두 마음과 힘을 모아 오로지 한 곳으로 쓰는 것, 즉 전심전력(全心全力)으로 한 곳에 집중하는 것을 말한다.
중현의 《순정리론》에 따르면,
불방일(不放逸)은 선(善)에 전(專)하는 것, 즉 선법(善法)을 갈고 닦는 것에 전주 · 전념 · 전일하는 것을 본질로 하는 선한 마음작용이다.
전주(專注)는 심전주(心專注)의 줄임말로도 사용된다. 심전주는 마음으로 하여금 그 자신을 기울여 집중하게 하는 것[專注]이다.
호법 등의 《성유식론》에 따르면,
정(定)은 심전주(心專注)와 심불산(心不散)을 본질적 성질[性]로 하는 마음작용이다. 즉, 마음으로 하여금 소관경(所觀境) 즉 관찰되는 대상에 대해  그 자신을 기울여 집중해서[專注] 산란되지 않게[不散] 하는 것을 본질적 성질[性]로 하는, 별경심소에 속한 마음작용이다.

## 전도
전도(顚倒, 산스크리트어: viparīta, viparyāsa)는 그릇됨 · 어긋남 · 잘못됨 · 위배됨 · 뒤바뀜 · 뒤집힘을 뜻한다. 한자어 '전도(顚倒)'의 일반 사전적인 뜻은 '엎어져 넘어지거나 넘어뜨림', '위와 아래를 바꾸어서 거꾸로 함 ' 또는 '차례, 위치, 이치, 가치관 따위가 뒤바뀌어 원래와 달리 거꾸로 됨. 또는 그렇게 만듦'이다.
불교 용어로는 전도(顚倒)는 번뇌로 인해 잘못된 생각을 갖거나 실제의 사(事)와 이(理)에 대해 잘못 이해하는 것을 말한다. 모든 번뇌는 뒤집힌 측면을 갖추고 있기 때문에 넓게 보면 전도(顚倒)는 번뇌의 다른 이름이기도 하다. 하지만 전도(顚倒)는 모든 번뇌들 가운데 뒤집힌 견해, 즉 견(見) 즉 염오견 또는 부정견과 이것과 상응하는 법들에 대해서만 적용되는 개념이며, 따라서 설일체유부의 번뇌론에 따르면 모든 전도(顚倒)는 견소단(見所斷)으로 예류과(預流果)에서 끊어진다.
보통 불교에서 '전도(顚倒)'라고 하면 상(常) · 락(樂) · 아(我) · 정(淨)에 대한 뒤집힌 견해인 4전도(四顚倒)를 말한다. 4전도에는 유위에 대한 전도인 상전도(常顛倒) · 낙전도(樂顛倒) · 아전도(我顛倒) · 정전도(淨顛倒)의 유위 4전도(有為四顛倒)가 있으며, 무위에 대한 전도인 무상전도(無常顛倒) · 무락전도(無樂顛倒) · 무아전도(無我顛倒) · 무정전도(無淨顛倒)의 무위 4전도(無為四顛倒)가 있다. 그리고 이들을 통칭하여 8전도(八顛倒)라 한다.
4전도와 8전도 외에도 2전도(二顛倒) · 3전도(三顛倒) · 7전도(七顛倒) · 10전도(十顛倒) · 12전도(十二顛倒)가 있다.

## 전박
전박(纏縛)은 전(纏)의 다른 말이다.

## 전오식
전오식(前五識)은 오식(五識)의 다른 말이다.

## 전의
전의(轉依)는 전식득지(轉識得智)를 말한다.

## 전전
전전(展轉,
산스크리트어: paraṃparā,
anupūrva,
티베트어: gcig nas gcig tu,
brgyud pa,
영어: one following the other,
proceeding from one to another,
one after another,
by turns,
in turn,
in order,
in sequence,
successive,
successively
gradual,
gradually)의 일반 사전적인 의미는 '되돌아감' 또는 '되풀이함'이다. 불교 용어로는 순차연속(順次連續) 즉 순서대로 연속함 · 차례대로 이어짐 · 순서대로 · 번갈아 · 차례대로를 뜻한다. 따라서, 일반 사전적인 의미와는 차이가 있다. 전전(轉轉)이라고도 한다.
3가지 이상의 법이 차례대로 다음의 법을 관조하는 것, 즉 번갈아 다음의 법으로 이어지는 것을 전전상대(展轉相對) 또는 전전상망(展轉相望)이라 한다. 그리고 3가지 이상의 법이 차례대로 또는 번갈아 앞의 법을 인연하여 생겨나는 것을 전전상생(展轉相生)이라고 한다. 예를 들어, 12연기의 각 지분들은 전전상생(展轉相生)하는 관계에 있다. 쉽게 말해, 순차적으로 생겨나는 관계에 있다.
한편, 전생(轉生, 산스크리트어: jātiparivartah)의 문자 그대로의 뜻은 '생[生, jāti]을 옮긴다[轉, parivartah]' 또는 '이 생에서 저 생으로 이동한다'는 뜻인데, 어떤 법 A가 다른 법 B를 인연하여 생겨날 때, 다른 법 B가 소멸하고 어떤 법 A가 생겨나는 것을 말한다. 이런 뜻에서, 윤회를 이번 생이 사라지고 다음 생이 생겨난다는 뜻에서 전생(轉生)이라고도 하며 또는 두 낱말을 합하여 윤회전생(輪廻轉生)이라고도 하고, 윤회전생을 줄여서 윤전(輪轉)이라고도 한다.
전전(展轉)이 사용된 다른 용어로는 삼법전전인과동시(三法展轉因果同時) · 오십전전수희(五十展轉隨喜) 등이 있다.

## 전제
전제(前際, 산스크리트어: pūrvānta)는 전제(前際) · 중제(中際) · 후제(後際)의
3제(三際) 가운데 하나로, 과거를 말한다.

## 전후제
전후제(前後際)는 전제(前際) · 중제(中際) · 후제(後際)의
3제(三際) 가운데 전제와 후제를 통칭하는 낱말로, 과거와 미래를 말한다.

## 참고 문헌
- 이 문서에는 다음커뮤니케이션(현 카카오)에서 GFDL 또는 CC-SA 라이선스로 배포한 글로벌 세계대백과사전의 내용을 기초로 작성된 글이 포함되어 있습니다.
- 가전연자 지음, 승가제바·축불념 한역, 권오민 번역 (K.943, T.1543). 《아비담팔건도론》. 한글대장경 검색시스템 - 전자불전연구소 / 동국역경원. K.943(24-695), T.1543(26-771).
- 고려대장경연구소. 《고려대장경 전자 불교용어사전》. 고려대장경 지식베이스 / (사)장경도량 고려대장경연구소.
- 고익진 (1989). 《한국 고대 불교 사상사》. 동국대학교 출판부.
- 곽철환 (2003). 《시공 불교사전》. 시공사 / 네이버 지식백과.
- 구나발타라(求那跋陀羅) 한역 (K.650, T.99). 《잡아함경》. 한글대장경 검색시스템 - 전자불전연구소 / 동국역경원. K.650(18-707), T.99(2-1).
- 구나발타라 한역, 번역자 미상 (K.54, T.353). 《승만경》. 한글대장경 검색시스템 - 전자불전연구소 / 동국역경원. K.54(6-1361), T.353(12-217).
- 구마라습 한역, 차차석 번역 (K.991, T.614). 《좌선삼매경》. 한글대장경 검색시스템 - 전자불전연구소 / 동국역경원. K.991(30-128), T.614(15-269).
- 권오민 (1991). 《경량부철학의 비판적 체계 연구》. 동국대학원 철학박사 학위논문.
- 권오민 (2003). 《아비달마불교》. 민족사.
- 담무참 한역, 번역자 미상 (K.105, T.374). 《대반열반경》. 일명 《북본열반경》. 한글대장경 검색시스템 - 전자불전연구소 / 동국역경원. K.105(9-1), T.374(12-365).
- 목건련 지음, 현장 한역, 송성수 번역 (K.945, T.1537). 《아비달마법온족론》. 한글대장경 검색시스템 - 전자불전연구소 / 동국역경원. K.945(24-1091), T.1537(26-453).
- 무착 지음, 바라파밀다라 한역, 이영무 번역 (K.586, T.1604). 《대승장엄경론》. 한글대장경 검색시스템 - 전자불전연구소 / 동국역경원. K.586(16-843), T.1604(31-589).
- 무착 지음, 현장 한역 (K.571, T.1602). 《현양성교론》. 한글대장경 검색시스템 - 전자불전연구소 / 동국역경원. K.571(16-1), T.1602(31-480).
- 무착 지음, 현장 한역, 이한정 번역 (K.572, T.1605). 《대승아비달마집론》. 한글대장경 검색시스템 - 전자불전연구소 / 동국역경원. K.572(16-157), T.1605(31-663).
- 미륵 지음, 현장 한역, 강명희 번역 (K.614, T.1579). 《유가사지론》. 한글대장경 검색시스템 - 전자불전연구소 / 동국역경원. K.570(15-465), T.1579(30-279).
- 법구 지음, 승가발마 등 한역, 김형준 번역 (K.960, T.1552). 《잡아비담심론》. 한글대장경 검색시스템 - 전자불전연구소 / 동국역경원. K.960(28-391), T.1552(28-869).
- 법승 지음, 승가제바·혜원 한역, 김재천 번역 (K.959, T.1550). 《아비담심론》. 한글대장경 검색시스템 - 전자불전연구소 / 동국역경원. K.959 (28-355), T.1550 (28-809).
- 법장 술, 노혜남 번역 (K.1513, T.1733). 《화엄경탐현기》. 한글대장경 검색시스템 - 전자불전연구소 / 동국역경원. K.1513(47-458), T.1733(35-107).
- 불타야사·축불념 한역, 번역자 미상 (K.647, T.1). 《장아함경》. 한글대장경 검색시스템 - 전자불전연구소 / 동국역경원. K.647(17-815), T.1(1-1).
- 사리자 설, 현장 한역, 송성수 번역 (K.946, T.1536). 《아비달마집이문족론》. 한글대장경 검색시스템 - 전자불전연구소 / 동국역경원. K.946(24-1183), T.1536(26-367).
- 서정형 (2004). 《나가르주나 『중론』(해제)》. 서울대학교 철학사상연구소 / 네이버 지식백과.
- 서정형 (2004b). 《『밀린다팡하』(해제)》. 서울대학교 철학사상연구소 / 네이버 지식백과.
- 세우 지음, 구나발타라·보리야사 한역, 송성수 번역 (K.950, T.1541). 《중사분아비담론》. 한글대장경 검색시스템 - 전자불전연구소 / 동국역경원. K.950(25-271), T.1541(26-627).
- 세우 지음, 현장 한역, 송성수 번역 (K.949, T.1542). 《아비달마품류족론》. 한글대장경 검색시스템 - 전자불전연구소 / 동국역경원. K.949(25-149), T.1542(26-692).
- 세친 지음, 현장 한역, 권오민 번역 (K.955, T.1558). 《아비달마구사론》. 한글대장경 검색시스템 - 전자불전연구소 / 동국역경원. K.955(27-453), T.1558(29-1).
- 세친 지음, 현장 한역, 김묘주 번역 (K.594, T.1597). 《섭대승론석》. 한글대장경 검색시스템 - 전자불전연구소 / 동국역경원. K.594(17-76), T.1597(31-321).
- 세친 지음, 현장 한역, 송성수 번역 (K.618, T.1612). 《대승오온론》. 한글대장경 검색시스템 - 전자불전연구소 / 동국역경원. K.618(17-637), T.1612(31-848).
- 세친 지음, 현장 한역, 송성수 번역 (K.644, T.1614). 《대승백법명문론》. 한글대장경 검색시스템 - 전자불전연구소 / 동국역경원. K.644(17-808), T.1614(31-855).
- 승가제바(僧伽提婆) 한역. 《중아함경》. 한글대장경 검색시스템 - 전자불전연구소 / 동국역경원.
- 안혜 지음, 지바하라 한역, 조환기 번역 (K.619, T.1613). 《대승광오온론》. 한글대장경 검색시스템 - 전자불전연구소 / 동국역경원. K.619(17-641), T.1613(31-850).
- 안혜 지음, 현장 한역, 이한정 번역 (K.576, T.1605). 《대승아비달마잡집론》. 한글대장경 검색시스템 - 전자불전연구소 / 동국역경원. K.576(16-228), T.1606(31-694).
- 오백 아라한 지음, 현장 한역, 송성수 번역 (K.952, T.1545). 《아비달마대비바사론》. 한글대장경 검색시스템 - 전자불전연구소 / 동국역경원. K.952(26-1,27-1), T.1545(27-1).
- 운월 (2005). 《근본불교의 수행체계에 대하여》. 한국선학회.
- 운허.  동국역경원 편집, 편집. 《불교 사전》.
- 용수 지음, 구마라습 한역, 김성구 번역 (K.549, T.1509). 《대지도론》. 한글대장경 검색시스템 - 전자불전연구소 / 동국역경원. K.549(14-493), T.1509(25-57).
- 용수 지음, 구마라습 한역, 박인성 번역 (K.577, T.1564). 《중론》. 한글대장경 검색시스템 - 전자불전연구소 / 동국역경원. K.577(16-350), T.1564(30-1).
- 제바설마 지음, 현장 한역, 송성수 번역 (K.947, T.1539). 《아비달마식신족론》. 한글대장경 검색시스템 - 전자불전연구소 / 동국역경원. K.947 (25-1), T.1539 (26-531).
- 중현 지음, 현장 한역, 권오민 번역 (K.956, T.1562). 《아비달마순정리론》. 한글대장경 검색시스템 - 전자불전연구소 / 동국역경원. K.956(27-680), T.1562(29-329).
- 중현 지음, 현장 한역, 권오민 번역 (K.957, T.1563). 《아비달마장현종론》. 한글대장경 검색시스템 - 전자불전연구소 / 동국역경원. K.957(28-1), T.1563(29-777).
- 축불념 한역, 노혜능 번역 (K.530, T.1485). 《보살영락본업경》. 한글대장경 검색시스템 - 전자불전연구소 / 동국역경원. K.530(14-374), T.1485(24-1010).
- 최봉수 (1999). 〈색온에서의 색의 의미 - 구사론과 청정도론의 색온론을 비교하여〉. 《불교학보》.
- 현장 한역, 김달진 번역 (K.154, T.676). 《해심밀경》. 한글대장경 검색시스템 - 전자불전연구소 / 동국역경원. K.154(10-709), T.676(16-688).
- 호법 등 지음, 현장 한역, 김묘주 번역 (K.614, T.1585). 《성유식론》. 한글대장경 검색시스템 - 전자불전연구소 / 동국역경원. K.614(17-510), T.1585(31-1).
- 황욱 (1999). 《무착[Asaṅga]의 유식학설 연구》. 동국대학원 불교학과 박사학위논문.
- (영어) Bodhi, Bhikkhu (trans.) (2000). 《The Connected Discourses of the Buddha: A Translation of the Samyutta Nikaya》. Boston: Wisdom Publications. ISBN 0-86171-331-1.
- (영어) Dawson, John (1888). 《A Classical Dictionary Of Hindu Mythology And Religion Geography History And Literature》. London: Trübner.
- (영어) DDB. 《Digital Dictionary of Buddhism (電子佛教辭典)》. Edited by A. Charles Muller.
- (영어) Macdonell, Arthur Anthony (1929). 《A practical Sanskrit dictionary with transliteration, accentuation, and etymological analysis throughout》. London: Oxford University Press.
- (영어) Gethin, R.M.L. (1992). 《The Buddhist Path to Awakening: A Study of the Bodhi-Pakkhiyā Dhammā》. Leiden: E.J. Brill. ISBN 90-04-09442-3.
- (영어) Rhys Davids, Caroline A.F. ([1900], 2003). 《Buddhist Manual of Psychological Ethics, of the Fourth Century B.C., Being a Translation, now made for the First Time, from the Original Pāli, of the First Book of the Abhidhamma-Piṭaka, entitled Dhamma-Saṅgaṇi (Compendium of States or Phenomena)》. Whitefish, MT: Kessinger Publishing. ISBN 0-7661-4702-9.
- (영어) Sanskrit and Tamil Dictionaries. 《Cologne Digital Sanskrit Dictionaries》. Institute of Indology and Tamil Studies, Cologne University (www.sanskrit-lexicon.uni-koeln.de).
- (영어) Rhys Davids, T.W. & William Stede (eds.) (1921-5). 《The Pali Text Society's Pali–English Dictionary》. Chipstead: Pali Text Society.
- (영어) Thanissaro Bhikkhu (1996, 1998). 《Wings to Awakening》. Retrieved 2008-07-07 from "Access to Insight" at http://www.accesstoinsight.org/lib/authors/thanissaro/wings/index.html.
- (중국어) 가다연니자 조, 현장 한역 (T.1544). 《아비달마발지론(阿毘達磨發智論)》. 대정신수대장경. T26, No. 1544, CBETA.
- (중국어) 가전연자 지음, 승가제바·축불념 한역 (T.1543). 《아비담팔건도론(阿毘曇八犍度論)》. 대정신수대장경. T26, No. 1543, CBETA.
- (중국어) 구나발타라(求那跋陀羅) 한역 (T.99). 《잡아함경(雜阿含經)》. 대정신수대장경. T2, No. 99, CBETA.
- (중국어) 구나발타라 한역 (T.353). 《승만경(勝鬘經)》. 대정신수대장경. T12, No. 353, CBETA.
- (중국어) 구마라습 한역 (T.614). 《좌선삼매경(坐禪三昧經)》. 대정신수대장경. T15, No. 614, CBETA. }
- (중국어) 규기 찬 (T.1830). 《성유식론술기(成唯識論述記)》. 대정신수대장경. T43, No. 1830, CBETA.
- (중국어) 규기 찬 (T.1861). 《대승법원의림장(大乘法苑義林章)》. 대정신수대장경. T45, No. 1861, CBETA.
- (중국어) 길장 찬 (T.1744). 《승만보굴(勝鬘寶窟)》. 대정신수대장경. T37, No. 1744, CBETA.
- (중국어) 담무참 한역 (T.374). 《대반열반경(大般涅槃經)》. 일명 《북본열반경》. 대정신수대장경. T12, No. 374, CBETA.
- (중국어) 목건련 조, 현장 한역 (T.1537). 《아비달마법온족론(阿毘達磨法蘊足論)》. 대정신수대장경. T26, No. 1537, CBETA.
- (중국어) 무착 조, 바라파밀다라 한역 (T.1604). 《대승장엄경론(大乘莊嚴經論)》. 대정신수대장경. T31, No. 1604, CBETA.
- (중국어) 무착 조, 현장 한역 (T.1602). 《현양성교론(顯揚聖教論)》. 대정신수대장경. T31, No. 1602, CBETA.
- (중국어) 무착 조, 현장 한역 (T.1605). 《대승아비달마집론(大乘阿毘達磨集論)》. 대정신수대장경. T31, No. 1605, CBETA.
- (중국어) 미륵 조, 현장 한역 (T.1579). 《유가사지론(瑜伽師地論)》. 대정신수대장경. T30, No. 1579. CBETA.
- (중국어) 법구 조, 승가발마 등 한역 (T.1552). 《잡아비담심론(雜阿毘曇心論)》. 대정신수대장경. T28, No. 1552, CBETA.
- (중국어) 법승 조, 승가제바·혜원 한역 (T.1550). 《아비담심론(阿毘曇心論)》. 대정신수대장경. T28, No. 1550, CBETA.
- (중국어) 법운 편찬 (T.2131). 《번역명의집(翻譯名義集)》. 대정신수대장경. T54, No. 2131, CBETA.
- (중국어) 법장 술 (T.1733). 《화엄경탐현기(華嚴經探玄記)》. 대정신수대장경. T35, No. 1733, CBETA.
- (중국어) 佛門網. 《佛學辭典(불학사전)》.
- (중국어) 불타야사·축불념 한역 (T.1). 《장아함경(長阿含經)》. 대정신수대장경. T1, No. 1, CBETA. }
- (중국어) 사리자 설, 현장 한역 (T.1536). 《아비달마집이문족론(阿毘達磨集異門足論)》. 대정신수대장경. T26, No. 1536, CBETA.
- (중국어) 색건타라 조, 현장 한역 (T.1554). 《입아비달마론(入阿毘達磨論)》. 대정신수대장경. T28, No. 1554, CBETA. }
- (중국어) 星雲. 《佛光大辭典(불광대사전)》 3판.
- (중국어) 세우 조, 구나발타라·보리야사 한역 (T.1541). 《중사분아비담론(眾事分阿毘曇論)》. 대정신수대장경. T26, No. 1541, CBETA.
- (중국어) 세우 조, 현장 한역 (T.1542). 《아비달마품류족론(阿毘達磨品類足論)》. 대정신수대장경. T26, No. 1542, CBETA.
- (중국어) 세친 조, 진제 한역 (T.1559). 《아비달마구사석론(阿毘達磨俱舍釋論)》. 대정신수대장경. T29, No. 1559, CBETA.
- (중국어) 세친 조, 현장 한역 (T.1558). 《아비달마구사론(阿毘達磨俱舍論)》. 대정신수대장경. T29, No. 1558, CBETA.
- (중국어) 세친 조, 현장 한역 (T.1597). 《섭대승론석(攝大乘論釋)》. 대정신수대장경. T31, No. 1597, CBETA.
- (중국어) 세친 조, 현장 한역 (T.1612). 《대승오온론(大乘五蘊論)》. 대정신수대장경. T31, No. 1612, CBETA.
- (중국어) 세친 조, 현장 한역 (T.1614). 《대승백법명문론(大乘百法明門論)》. 대정신수대장경. T31, No. 1614, CBETA.
- (중국어) 세친 조, 현장 한역, 규기 주해 (T.1836). 《대승백법명문론해(大乘百法明門論解)》. 대정신수대장경. T44, No. 1836_, CBETA.
- (중국어) 승가제바(僧伽提婆) 한역 (T.26). 《중아함경(中阿含經)》. 대정신수대장경. T1, No. 26, CBETA.
- (중국어) 阿含辭典. 《阿含辭典(아함사전)》.
- (중국어) 안혜 조, 지바하라 한역 (T.1613). 《대승광오온론(大乘廣五蘊論)》. 대정신수대장경. T31, No. 1613, CBETA.
- (중국어) 안혜 조, 현장 한역 (T.1606). 《대승아비달마잡집론(大乘阿毘達磨雜集論)》. 대정신수대장경. T31, No. 1606, CBETA.
- (중국어) 연수 편찬 (T.2016). 《종경록(宗鏡錄)》. 대정신수대장경. T48, No. 2016, CBETA.
- (중국어) 오백 아라한 조, 현장 한역 (T.1545). 《아비달마대비바사론(阿毘達磨大毘婆沙論)》. 대정신수대장경. T27, No. 1545, CBETA.
- (중국어) 용수 조, 구마라습 한역 (T.1509). 《대지도론(大智度論)》. 대정신수대장경. T25, No. 1509, CBETA. }
- (중국어) 용수 조, 구마라습 한역 (T.1564). 《중론(中論)》. 대정신수대장경. T30, No. 1564, CBETA.
- (중국어) 원측 찬 (X.369). 《해심밀경소(解深密經疏)》. 만신찬속장경. X21, No. 369, CBETA.
- (중국어) 원휘(圓暉) (T.1823). 《구사론송소론본(俱舍論頌疏論本)》. 대정신수대장경. T41, No. 1823, CBETA.
- (중국어) 丁福保. 《佛學大辭典(불학대사전)》. 一行佛學辭典搜尋.
- (중국어) 제관 록 (T.1931). 《천태사교의(天台四教儀)》. 대정신수대장경. T46, No. 1931, CBETA.
- (중국어) 제바설마 조, 현장 한역 (T.1539). 《아비달마식신족론(阿毘達磨識身足論)》. 대정신수대장경. T26, No. 1539, CBETA.
- (중국어) 중현 조, 현장 한역 (T.1562). 《아비달마순정리론(阿毘達磨順正理論)》. 대정신수대장경. T29, No. 1562, CBETA.
- (중국어) 중현 조, 현장 한역 (T.1563). 《아비달마장현종론(阿毘達磨藏顯宗論)》. 대정신수대장경. T29, No. 1563, CBETA.
- (중국어) 지의 설, 관정 록 (T.1783). 《금광명경현의(金光明經玄義)》. 대정신수대장경. T39, No. 1783, CBETA. }
- (중국어) 지의 설, 법신 기 (T.1916). 《석선바라밀차제법문(釋禪波羅蜜次第法門)》. 대정신수대장경. T46, No. 1916, CBETA.
- (중국어) 축불념 한역 (T.1485). 《보살영락본업경(菩薩瓔珞本業經)》. 대정신수대장경. T24, No. 1485, CBETA.
- (중국어) 현장 한역 (T.1563). 《해심밀경(解深蜜經)》. 대정신수대장경. T16, No. 676, CBETA.
- (중국어) 혜원 찬 (T.1851). 《대승의장(大乘義章)》. 대정신수대장경. T44, No. 1851, CBETA.
- (중국어) 호법 등 지음, 현장 한역 (T.1585). 《성유식론(成唯識論)》. 대정신수대장경. T31, No. 1585, CBETA.